# 圧倒的少女漫画ストーリー
『圧倒的少女漫画ストーリー』（あっとうてきしょうじょまんがストーリー）は、MOSHIMOの1枚目のフルアルバム。2018年3月21日にラストラム・ミュージックエンタテインメントから発売された。

## 概要
前作『触らぬキミに祟りなし』から約1年ぶりのアルバムリリースとなり、MOSHIMO名義初のフルアルバム。
アルバムリリース後には、ワンマンツアーも行われた。

## 収録内容
| 全作詞・作曲: 岩淵紗貴・一瀬貴之。 |                              |                      |                      |         |
| #                                  | タイトル                     | 作詞                 | 作曲・編曲           | 編曲    |
| 1.                                 | 「命短し恋せよ乙女」         | 岩淵紗貴 ・ 一瀬貴之 | 岩淵紗貴 ・ 一瀬貴之 | MOSHIMO |
| 2.                                 | 「触らぬキミに祟りなし」     | 岩淵紗貴 ・ 一瀬貴之 | 岩淵紗貴 ・ 一瀬貴之 | MOSHIMO |
| 3.                                 | 「圧倒的少女漫画ストーリー」 | 岩淵紗貴 ・ 一瀬貴之 | 岩淵紗貴 ・ 一瀬貴之 | MOSHIMO |
| 4.                                 | 「15分」                     | 岩淵紗貴 ・ 一瀬貴之 | 岩淵紗貴 ・ 一瀬貴之 | MOSHIMO |
| 5.                                 | 「FUWA-FUWA」                | 岩淵紗貴 ・ 一瀬貴之 | 岩淵紗貴 ・ 一瀬貴之 | MOSHIMO |
| 6.                                 | 「ノンフィクション」         | 岩淵紗貴 ・ 一瀬貴之 | 岩淵紗貴 ・ 一瀬貴之 | MOSHIMO |
| 7.                                 | 「カプチーノ」               | 岩淵紗貴 ・ 一瀬貴之 | 岩淵紗貴 ・ 一瀬貴之 | MOSHIMO |
| 8.                                 | 「可愛い子には旅をさせるな」 | 岩淵紗貴 ・ 一瀬貴之 | 岩淵紗貴 ・ 一瀬貴之 | MOSHIMO |
| 9.                                 | 「吾輩は虎である」           | 岩淵紗貴 ・ 一瀬貴之 | 岩淵紗貴 ・ 一瀬貴之 | MOSHIMO |
| 10.                                | 「悲縛り」                   | 岩淵紗貴 ・ 一瀬貴之 | 岩淵紗貴 ・ 一瀬貴之 | MOSHIMO |
| 11.                                | 「レイニーデイ」             | 岩淵紗貴 ・ 一瀬貴之 | 岩淵紗貴 ・ 一瀬貴之 | MOSHIMO |
| 12.                                | 「ミルクティー」             | 岩淵紗貴 ・ 一瀬貴之 | 岩淵紗貴 ・ 一瀬貴之 | MOSHIMO |
| 13.                                | 「支配するのは君と恋の味」   | 岩淵紗貴 ・ 一瀬貴之 | 岩淵紗貴 ・ 一瀬貴之 | MOSHIMO |
| 14.                                | 「チュウチュウ」             | 岩淵紗貴 ・ 一瀬貴之 | 岩淵紗貴 ・ 一瀬貴之 | MOSHIMO |

## タイアップ
圧倒的少女漫画ストーリー
2018年度 広島女学院大学 CMソング